# Dacryopinax

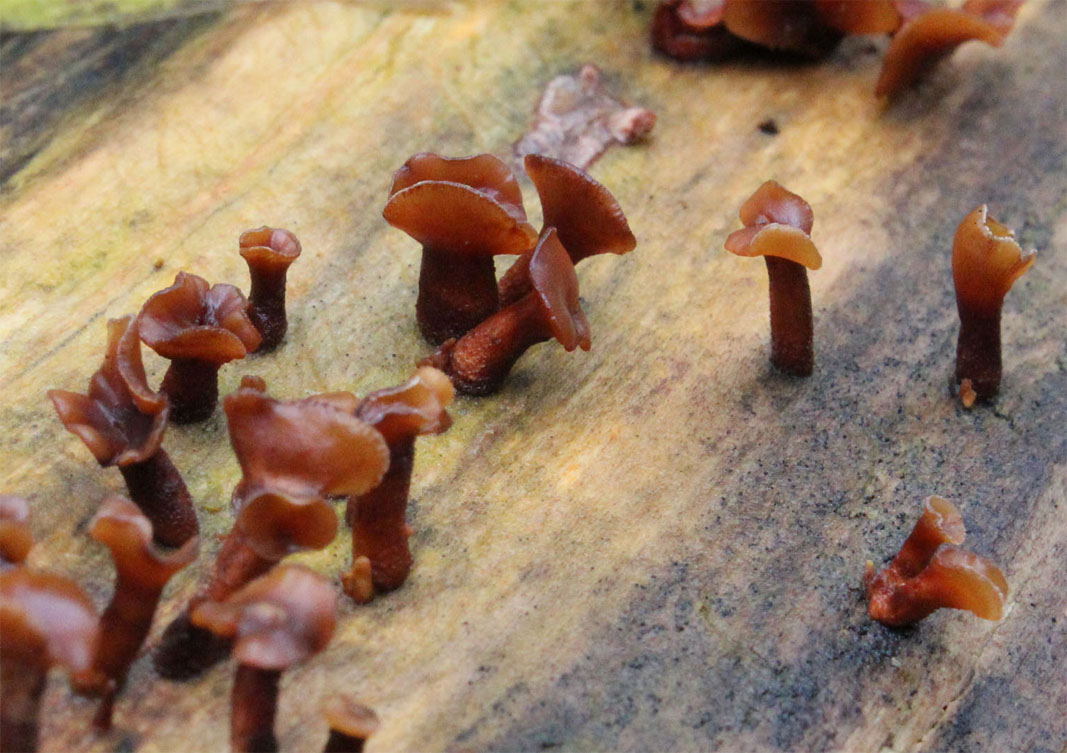
Dacryopinax elegans.

Dacryopinax es un género de hongos de la familia Dacrymycetes. El género está muy extendido, sobre todo en las regiones tropicales, y contiene aproximadamente 15 especies. Dacryopinax fue descrito por el micologo estadounidense George Willard Martin en 1948.

## Especies
- Dacryopinax aurantiaca
- Dacryopinax crenata
- Dacryopinax dennisii
- Dacryopinax elegans
- Dacryopinax felloi
- Dacryopinax fissus
- Dacryopinax foliacea
- Dacryopinax formosus
- Dacryopinax imazekiana
- Dacryopinax indacocheae
- Dacryopinax lowyi
- Dacryopinax macrospora
- Dacryopinax martinii
- Dacryopinax maxidorii
- Dacryopinax parmastoensis
- Dacryopinax petaliformis
- Dacryopinax spathularia
- Dacryopinax sphenocarpa
- Dacryopinax taibaishanensis
- Dacryopinax xizangensis
- Dacryopinax yungensis